# Rubikova kocka
Rubikova kocka (izvirno znana pod imenom Magična kocka) je vrsta znane mehanske uganke in igrače, ki jo je leta 1974 izumil madžarski izumitelj, kipar in profesor arhitekture Ernő Rubik. Kocka je plastična in jo sestavlja 26 (plus eno nevidno jedro) manjših koščkov, ki se vrtijo okoli po navadi nevidnega jedra. Vsaka od devetih vidnih kvadratnih ploskvic na strani Rubikove kocke je pobarvana z eno od šestih barv. Ko je kocka razrešena, ima vsaka stran Rubikove kocke svojo barvo. Vrtenje vsake ploskve dovoljuje, da se manjše kocke razporedijo na več različnih načinov. Izziv uganke je vrniti kocko v svoje izvirno stanje, kjer je na vsaki strani kocke vseh devet manjših kock enako pobarvanih.
Magično kocko so maja 1980 preimenovali in jo začeli ponovno izdelovati. Pravijo, da je to najbolj prodajana igrača na svetu. Skupaj z izpeljankami so prodali preko 300 milijonov kock.

## Zgodovina

### Zamisel in razvoj Rubikove kocke
Rubik se je zanimal za geometrijo in študij trirazsežnih oblik. Za Magično kocko je leta 1975 pridobil madžarski patent HU170062, za mednarodnega pa ni zaprosil. Prve kocke so izdelali proti koncu leta 1977 in jih začeli prodajati v trgovinah igrač po Budimpešti.
Sčasoma se je priljubljenost kocke razširila po vsej Madžarski. Zanjo so se začeli zanimati tudi učenjaki na Zahodu. Septembra 1979 so s podjetjem Ideal Toys sklenili pogodbo in začeli prodajati Magično kocko tudi zunaj meja Madžarske. Prvič je ugledala svet na sejmih igrač v Londonu, New Yorku, Nürnbergu in Parizu v začetku leta 1980.
Nekaj časa v trgovinah igrač ni bilo kocke, saj je proizvajalec iskal specifikacije varnosti in pakiranja. Izdelali so lažjo kocko in Ideal Toys je hotelo kocko preimenovati. V poštev sta prišli imeni »Gordijski vozel« in »Inkovsko zlato«, vendar se je podjetje na koncu odločilo za »Rubikovo kocko«. Prvo pošiljko so izvozili iz Madžarske maja 1980.
Ker na začetku ni bilo dosti izvirnih kock, se je pojavilo veliko cenenih imitacij. Ideal Toys je leta 1984 izgubilo patentno tožbo Larryja Nicholsa zaradi njegovega patenta US3655201. Terutoši Išigi je za skoraj enak mehanizem pridobil japonski patent JP55‒8192. Rubikov patent so sicer obravnavali, vendar v splošnem pripisujejo neodvisni ponovni izum Išigiju.

### Priljubljenost
V času od 1980 do 1982 so prodali prek 100 milijonov kock. Kocka je leta 1980 prejela nagrado Britanske zveze trgovcev igrač (BATR) za najboljšo igračo. Tudi naslednje leto so jo proglasili za najboljšo igračo. Kmalu po izdaji Rubikove kocke so se na trgu pojavile podobne uganke, ki so jih izdali drugi viri, kot tudi Rubik sam. Na primer Rubikovo maščevanje 4×4×4 različica Rubikove kocke, Žepna kocka 2×2×2 različica, Profesorjeva kocka 5×5×5 različica, kakor tudi uganke različnih oblik, kot je Pyraminx (Pyramix) v obliki tetraedra.
Dvanajstletni učenec Patrick Bossert iz Anglije je leta 1981 objavil svojo rešitev v knjigi z naslovom Lahko končaš kocko (You Can Do the Cube) (ISBN 0-14-031483-0). Knjigo so prodali v več kot milijon in pol izvodih v 17. izdajah. Tistega leta sta jo Times in New York Times uvrstila na svoja seznama najbolj prodajanih knjig. Na višku priljubjenosti so prodajali barvne nalepke za tiste, ki niso uspeli rešiti kocke ali pa niso imeli potrpljenja z njo. Z nalepkami so lahko tako vrnili kocko v prvotno stanje. Seveda jo je bilo moč tudi razstaviti in nazaj sestaviti v enako stanje. Med letoma 1983 do 1984 je risankarski studio Hanna-Barbera posnelo 12 epizod sobotne jutranje risanke Rubik, osupljiva kocka (Rubik, The Amazing Cube). Risanke je predvajala ABC kot del oddaje »The Pac-Man/Rubik, Amazing Cube Hour«.
Domnevajo tudi, da je mednarodni in izvozni uspeh kocke vplival na prenovo in liberalizacijo madžarskega gospodarstva med letoma 1981 in 1985, kar je vodilo do zamenjave komunizma s kapitalizmov, čeprav se nekateri sociologi s tem ne strinjajo.
Mednarodna organizacija World Cube Association (»Svetovno združenje za kocko«) organizira redna prvenstva v reševanju Rubikove kocke. Trenutni svetovni rekord ima Ameriški Max Park s časom 3.13s

## Permutacije
Rubikova kocka je lahko v enem od (8! · 38−1) · (12! · 212−1)/2 = 43.252.003.274.489.856.000 različnih položajev (~4,3 · 1019), približno 43 trilijonov. Ne glede na to lahko vsako kocko rešimo v 20 potezah.
Če bi vsako permutacijo Rubikove kocke položili eno za drugo, bi zasedle prostor dolg približno 216 svetlobnih let. Če pa bi jih položili druga ob drugo, bi pokrile Zemljo približno 256-krat.
V bistvu je (8! · 38) · (12! · 212) = 519.024.039.293.878.272.000 (približno 519 kvintilijonov) možnih postavitev vseh koščkov, ki sestavljajo kocko, vendar je s premikanjem dosegljiva le ena od 12-ih. Ne obstaja takšno zaporedje premikanj, ki bi zamenjalo med seboj en par ali obrnilo posamezni vogal ali rob kocke.

## Optimalne rešitve
Iz katerekoli pozicije kocke je največje možno število potez za optimalno rešitev 20 v polobratni metriki in 26 v četrtobratni metriki. 
| Optimalne rešitve v polobratni metriki | Optimalne rešitve v polobratni metriki |
| število potez                          | Število pozicij                        |
| -------------------------------------- | -------------------------------------- |
| 0                                      | 1                                      |
| 1                                      | 18                                     |
| 2                                      | 243                                    |
| 3                                      | 3,240                                  |
| 4                                      | 43,239                                 |
| 5                                      | 574,908                                |
| 6                                      | 7,618,438                              |
| 7                                      | 100,803,036                            |
| 8                                      | 1,332,343,288                          |
| 9                                      | 17,596,479,795                         |
| 10                                     | 232,248,063,316                        |
| 11                                     | 3,063,288,809,012                      |
| 12                                     | 40,374,425,656,248                     |
| 13                                     | 531,653,418,284,628                    |
| 14                                     | 6,989,320,578,825,358                  |
| 15                                     | 91,365,146,187,124,313                 |
| 16                                     | približno 1,100,000,000,000,000,000    |
| 17                                     | približno 12,000,000,000,000,000,000   |
| 18                                     | približno 29,000,000,000,000,000,000   |
| 19                                     | približno 1,500,000,000,000,000,000    |
| 20                                     | približno 490,000,000                  |